# Mässhake

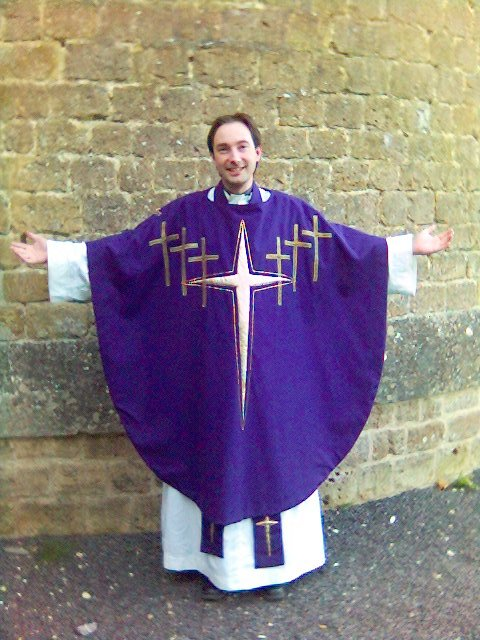
Präst iförd en modern mässhake.

Mässhake (latin cásula – "litet hus", (fornsvenska messehakel)  eller skrud, är ett överplagg som prästen bär över alban och stolan vid nattvardsfirande. Mässhaken är ett ärmlöst plagg som hängs över axlarna och tidigare hakades ihop baktill. Mässhakens färg följer de liturgiska färgerna.

## Historia

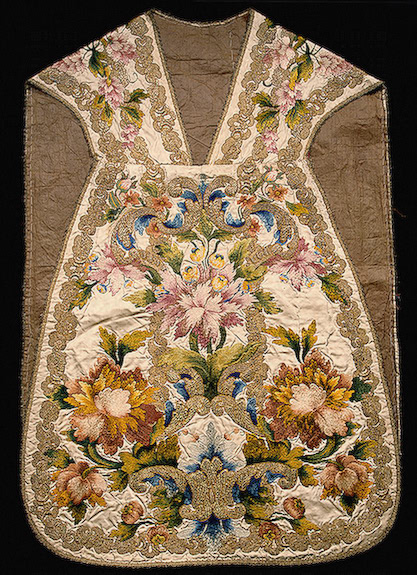
Mässhake i barockstil

Mässhaken har sitt ursprung i den romerska paenula, som liknar en cirkelskuren kappa eller poncho. Ursprungligen användes mässhaken av alla slags kyrkotjänare. Omkring år 1000 fick den status som det förnämsta gudstjänstplagget och bärs därefter endast av celebranten, den präst som håller i mässan. Mässhaken bars inte på handlederna, utan veks upp till armbågsvecken. Vissa mässhakar hade små snören med fästen för att hålla mässhaken uppe. Mönster med djurmotiv var vanliga.
I början av 1200-talet blev mässhaken kortare och formen ändrades. Den syddes ihop vid midjan och man började att dekorera med broderier. Även väven fick olika kristna motiv.
Under 1400-talet förändrades mässhakens form igen och den blev öppen på sidorna. Den blev även kortare och slutar sedan dess vid knähöjd. Broderierna blev mer utförliga och mässhakar utan broderier blev allt ovanligare. Vid denna tid tog kyrkan efter modet med pärlbroderier, ett arbete som utfördes av så kallade pärlstickare.
I slutet av 1500-talet ändrades formen på mässhaken inom Romersk-katolska kyrkan så att prästen lättare skulle kunna knäppa händerna, i och med att mässhaken blivit styv av de omfattande broderierna och på grund av bruket av styvare textil i mässhaken, till exempel linne.
I slutet av 1800-talet och i början av 1900-talet utvecklades inom Katolska kyrkan en separat gotisk form, i motsats till den rådande romerska formen. Den nya formen var en önskan att återfå den ursprungliga formerna som mässhaken haft under medeltiden.